# Lassigny
Lassigny est une commune française située dans le département de l'Oise, en région Hauts-de-France.

## Géographie

### Localisation
Lassigny est un bourg  du Noyonnais situé à l'extrémité de l'Ile-de-France et aux confins de la plaine
picarde, à 12 km à vol d'oiseau à l'ouest de Noyon, 19 km au nord de Compiègne, 38 km au nord-est de Clermont, 21 km au sud-est de Montdidier et 13 km au sud de Roye
La commune se trouve dans l'aire d'attraction de Compiègne et dans sa zone d'emploi, ainsi que dans le bassin de vie de Noyon.

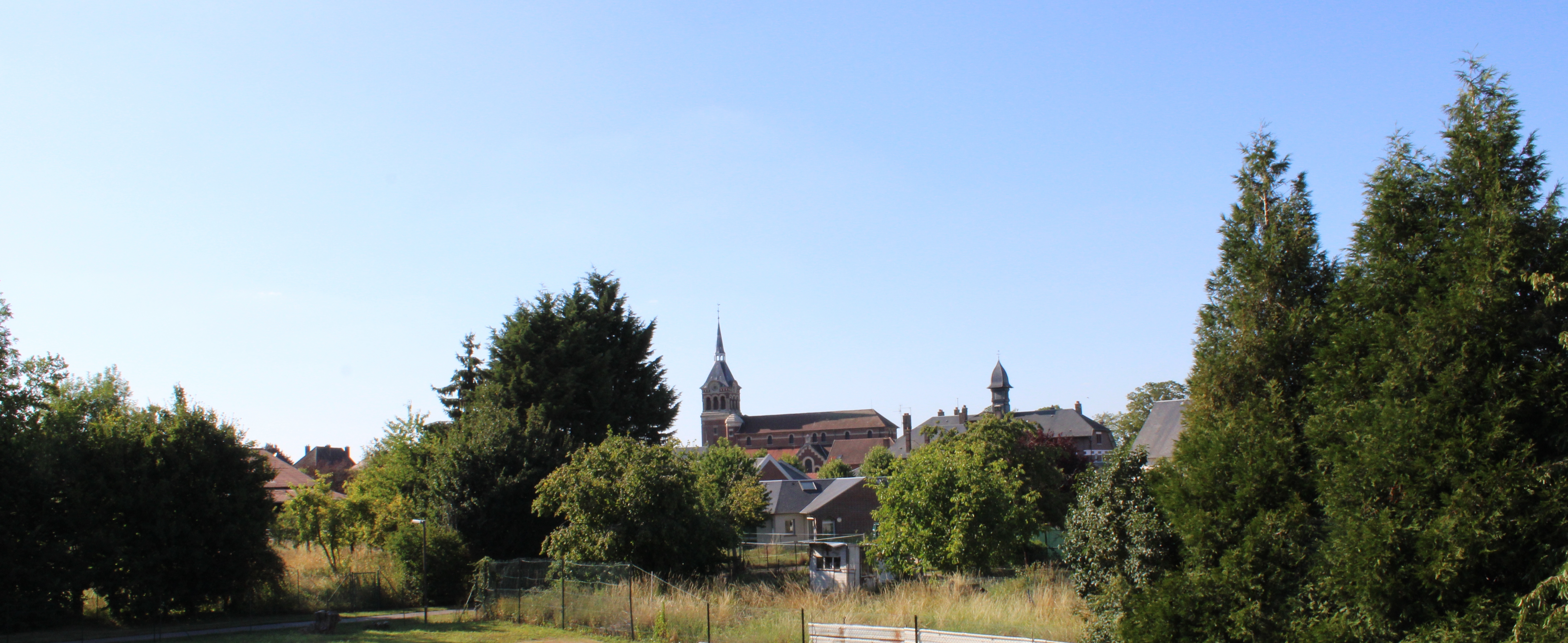
Panorama des deux clochers du village.
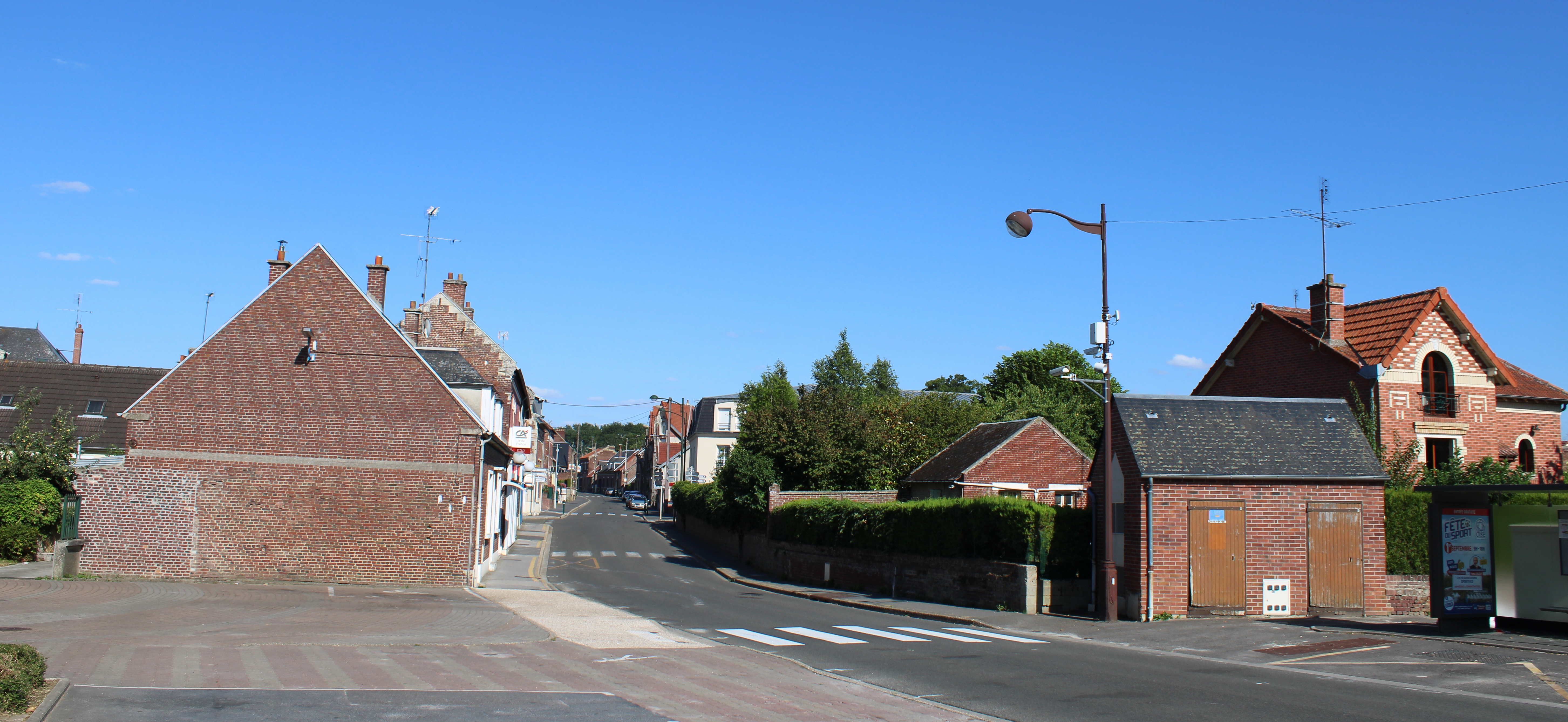
La rue de La Maladrerie.

### Géologie et relief
La superficie de la commune est de 1 665 km2 ; son altitude varie de 53  à   130 mètres.
Louis Graves indiquait en 1850 que « cette commune est placée au centre du canton entre les coteaux qui constituent la région méridionale du pays, et les bois qui limitent la plaine du Santerre. Sa superficie inégale, sans être montueuse, est traversée par quelques filets d'eau souvent desséchés dans la saison estivale.
Le chef-lieu est rapproché de la limite méridionale; les maisons sont groupées en cinq ou six rues médiocrement larges et garnies d'une chaussée pavée; il n'y a qu'une seule place publique ; les habitations sont pour la plupart couvertes en chaume ».

### Hydrographie

#### Réseau hydrographique

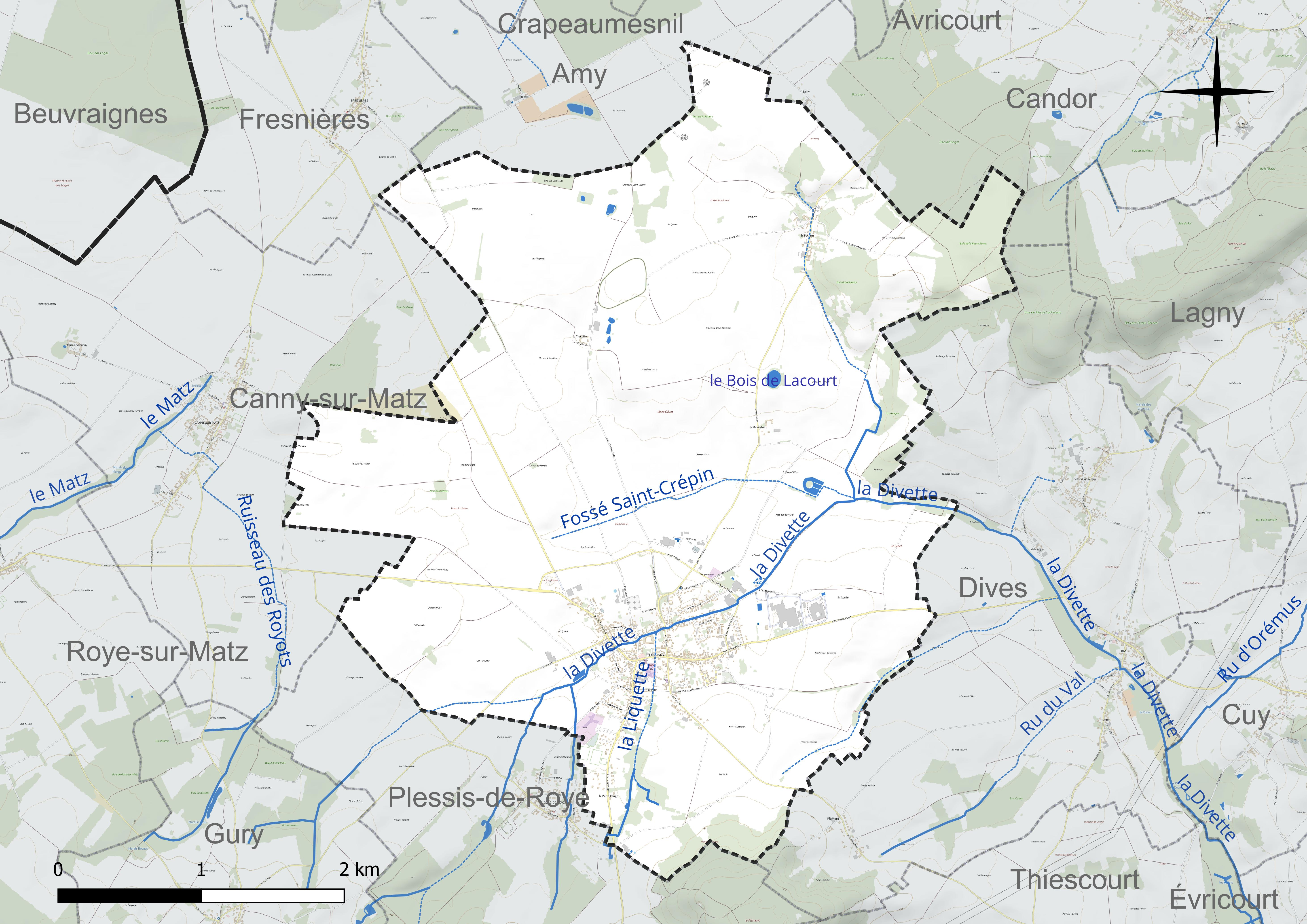
Réseau hydrographique de Lassigny.

La commune est traversée par la ligne de partage des eaux entre les bassins hydrographiques Artois-Picardie et Seine-Normandie.
Elle est drainée par la Divette, la Liquette, le fossé Saint-Crépin et le ruisseau des Pres de Vienne,.
La Divette, d'une longueur de 15 km, prend sa source dans la commune de Plessis-de-Roye et se jette dans l'Oise à Pont-l'Évêque, après avoir traversé dix communes.
Un plan d'eau complète le réseau hydrographique : le Bois de le lacourt (1 ha),.

#### Gestion et qualité des eaux
Le territoire communal est couvert par le schéma d'aménagement et de gestion des eaux (SAGE) « Sensée ». Ce document de planification concerne un territoire de 1 013 km2 de superficie, délimité par le bassin versant de l'Oise moyenne. Le périmètre a été arrêté le 24 avril 2017 et le SAGE est, en 2024, encore en élaboration. La structure porteuse de l'élaboration et de la mise en œuvre est le syndicat mixte du SAGE Oise-Moyenne (SMOM).
La qualité des cours d'eau peut être consultée sur un site dédié géré par les agences de l'eau et l'Agence française pour la biodiversité.

### Climat
Pour des articles plus généraux, voir Climat des Hauts-de-France et Climat de l'Oise.
En 2010, le climat de la commune est de type climat océanique dégradé des plaines du Centre et du Nord, selon une étude du CNRS s'appuyant sur une série de données couvrant la période 1971-2000. En 2020, Météo-France publie une typologie des climats de la France métropolitaine dans laquelle la commune est exposée à un climat océanique et est dans la région climatique Nord-est du bassin Parisien, caractérisée par un ensoleillement médiocre, une pluviométrie moyenne régulièrement répartie au cours de l'année et un hiver froid (3 °C).
Pour la période 1971-2000, la température annuelle moyenne est de 10,5 °C, avec une amplitude thermique annuelle de 15 °C. Le cumul annuel moyen de précipitations est de 696 mm, avec 10,8 jours de précipitations en janvier et 8,5 jours en juillet. Pour la période 1991-2020, la température moyenne annuelle observée sur la station météorologique la plus proche, située sur la commune de Margny-lès-Compiègne à 18 km à vol d'oiseau, est de 11,2 °C et le cumul annuel moyen de précipitations est de 633,5 mm,. Pour l'avenir, les paramètres climatiques de la commune estimés pour 2050 selon différents scénarios d'émission de gaz à effet de serre sont consultables sur un site dédié publié par Météo-France en novembre 2022.

### Paysages
Le bourg est situé entre les coteaux et les bois qui limitent le plateau du Santerre.

## Urbanisme

### Typologie
Au 1er janvier 2024, Lassigny est catégorisée bourg rural, selon la nouvelle grille communale de densité à sept niveaux définie par l'Insee en 2022.
Elle est située hors unité urbaine. Par ailleurs la commune fait partie de l'aire d'attraction de Compiègne, dont elle est une commune de la couronne,. Cette aire, qui regroupe 101 communes, est catégorisée dans les aires de 50 000 à moins de 200 000 habitants,.

### Occupation des sols

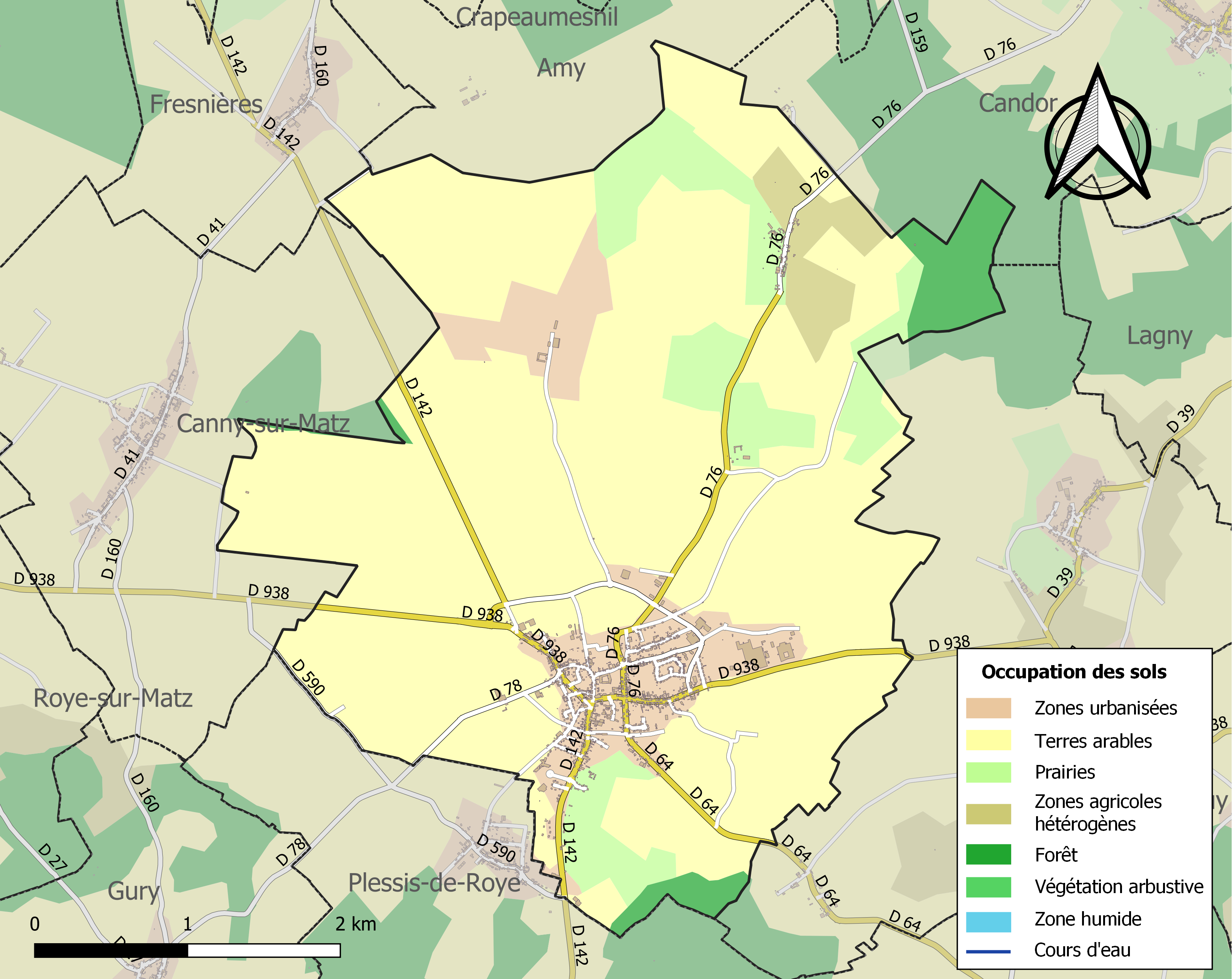
Carte des infrastructures et de l'occupation des sols de la commune en 2018 (CLC).

L'occupation des sols de la commune, telle qu'elle ressort de la base de données européenne d'occupation biophysique des sols Corine Land Cover (CLC), est marquée par l'importance des territoires agricoles (85,8 % en 2018), en diminution par rapport à 1990 (90,7 %).
La répartition détaillée en 2018 est la suivante : terres arables (73 %), prairies (9,9 %), zones urbanisées (5,1 %), forêts (3,7 %), espaces verts artificialisés, non agricoles (3,2 %), zones agricoles hétérogènes (2,8 %), zones industrielles ou commerciales et réseaux de communication (2,3 %).
L'évolution de l'occupation des sols de la commune et de ses infrastructures peut être observée sur les différentes représentations cartographiques du territoire : la carte de Cassini (XVIIIe siècle), la carte d'état-major (1820-1866) et les cartes ou photos aériennes de l'IGN pour la période actuelle (1950 à aujourd'hui).

### Morphologie urbaine
Le bourg, complêtement détruit durant la Première Guerre mondiale, est rebâti durant l'Entre-deux-guerres dans le style caractéristique de la Reconstruction, et notamment les immeubles bordant la place centrale (Place Saint-Crépin), avec la Mairie (1925), l'église (1925-1927) et les maisons civiles.

### Lieux-dits, hameaux et écarts
La commune compte deux hameaux : 
- La Potière, autrefois nommé la Potière-Pesée (Poteriae), situé au nord du territoire communal et qui formait sous l'Ancien Régime une seigneurie distincte de celle de Lassigny. Le chapitre de Noyon y avait élevé une chapelle dédiée à sainte Anne[20].
- La Taulette, également située au nord de Lassigny, et qui comprend comprend une ferme et des écuries.

### Habitat et logement
En 2021, le nombre total de logements dans la commune était de 678, alors qu'il était de 653 en 2016 et de 616 en 2011.
Parmi ces logements, 89,7 % étaient des résidences principales, 1,6 % des résidences secondaires et 8,7 % des logements vacants. Ces logements étaient pour 77,9 % d'entre eux des maisons individuelles et pour 21,2 % des appartements.
Le tableau ci-dessous présente la typologie des logements à Lassigny en 2021 en comparaison avec celle de l'Oise et de la France entière. Une caractéristique marquante du parc de logements est ainsi la faible proportion des résidences secondaires et logements occasionnels (1,6 %) par rapport au département (2,4 %) et à la France entière (9,7 %).
| Typologie                                               | Lassigny | Oise | France entière |
| ------------------------------------------------------- | -------- | ---- | -------------- |
| Résidences principales (en %)                           | 89,7     | 90,5 | 82,2           |
| Résidences secondaires et logements occasionnels (en %) | 1,6      | 2,4  | 9,7            |
| Logements vacants (en %)                                | 8,7      | 7    | 8,1            |

### Voies de communication et transports
La commune est desservie, en 2023, par les lignes 664, 674, 675 et 6307 du réseau interurbain de l'Oise.

## Toponymie

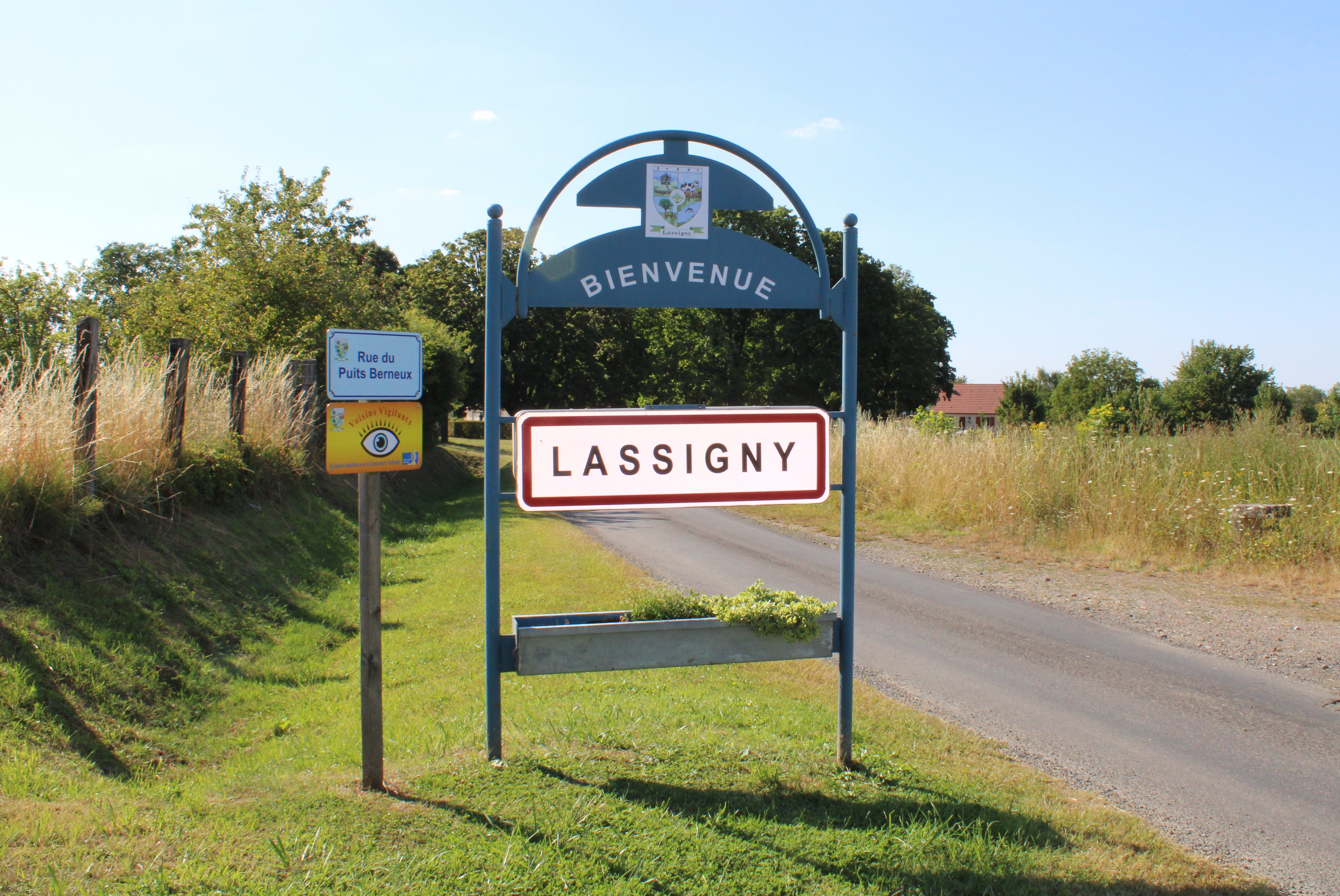

Le nom de la localité est attesté sous les formes Laceniacum (900) ; in laciniaco (1017) ; Laciniacum (1029) ; in Laceni (1026) ; in villa que dicitur laceniacus (vers 1030) ; Lacheni (1119) ; Lacini (1120) ; alodia in laceni (1126) ; Clarus major de Lacheni (1196) ; apud Laceniacum (1213) ; la Cheni (1229) ; Radulfus de lacheni (1250) ; Raous de la Chenni (1284) ; Lacheny (1292) ; le vile de Lacheni (1306) ; la grange de Lacheni (1308) ; maieur de lacheni (1312) ; Lassegni (vers 1530) ; Lassigni (vers 1530) ; Lassigni la Potière (1580) ; Laceni (XVIe) ; La Cheny (1667) ; Lassigny (1730).

## Histoire

### Moyen âge

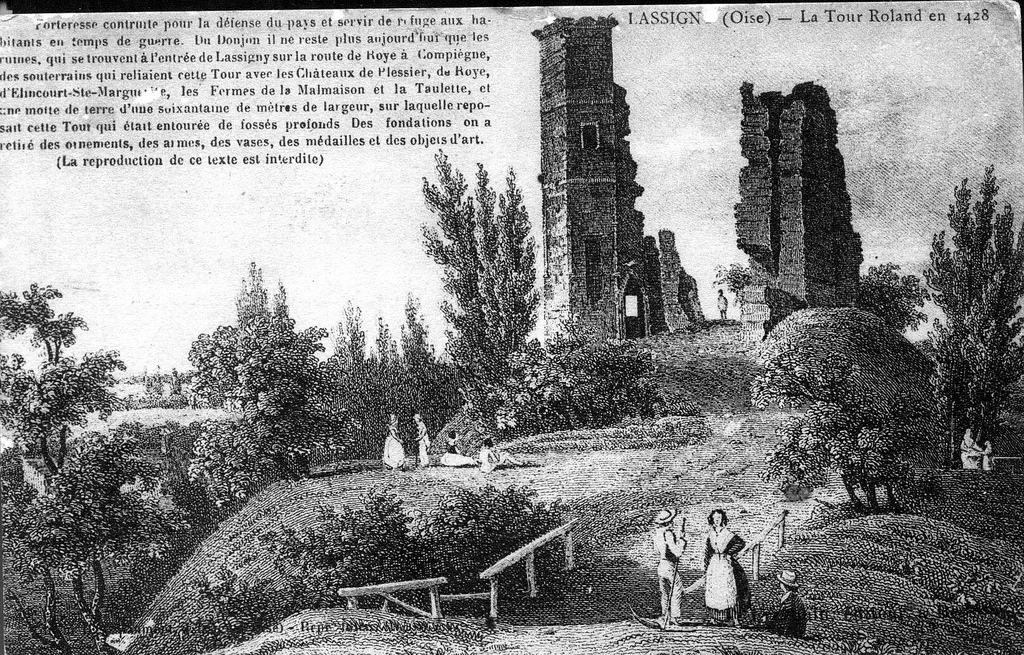
La Tour de Lassigny en 1428.

Selon Louis Graves, « Il est fait mention, dans l'Histoire du Vermandois, de biens situés dans cette paroisse, cédés aux évêques de Noyon en 1213 par Philippe-Auguste ».

### Temps Modernes
Il poursuit : « La seigneurie de Lassigny était en 1558 à Guillaume d'Humières, de la maison de ce nom , dont les enfans moururent sans postérité. 
Elle appartenait dans le dix-huitième siècle au prince de Lauraguais, et ensuite au prince d'Isenghien et d'Aremberg. On assure qu'il y avait en ce lieu un château fort qui fut détruit dans le seizième siècle : on n'en connaît plus l'emplacement ».

### Époque contemporaine
En 1850, la commune est propriétaire du presbytère, d'une école et d'une pompe à incendie. On trouve dans son territoire des marnières, une cendrière, trois moulins à vent et une tuilerie. La plupart des habitants vivent de l'agriculture, mais certains sont des tisserands. Il y a alors trois foires annuelles.
La gare de Lassigny est créée par la compagnie des Chemins de fer de Milly à Formerie et de Noyon à Guiscard et à Lassigny en 1895 lors de la mise en service du tronçn de Noyon à Lassigny de  la ligne de chemin de fer secondaire à voie métrique réalisée dans le cadre du réseau des chemins de fer départementaux de l'Oise. La ligne est prolongée à Montdidier en 1913,.

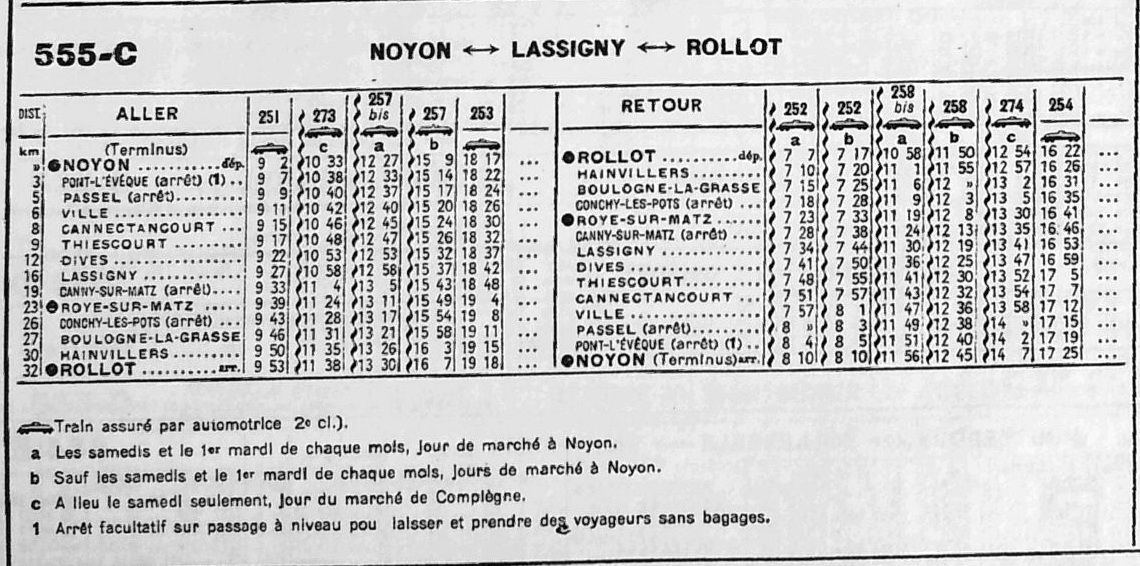
Horaires de la ligne en 1936.
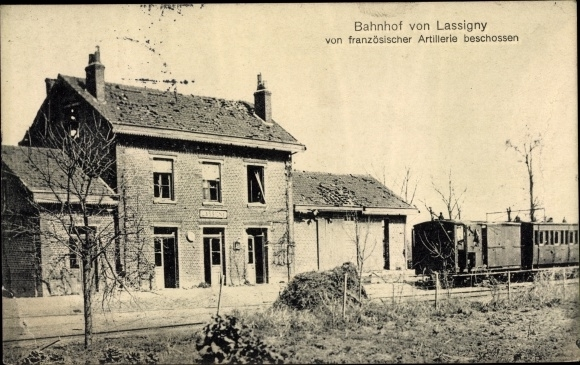
La gare
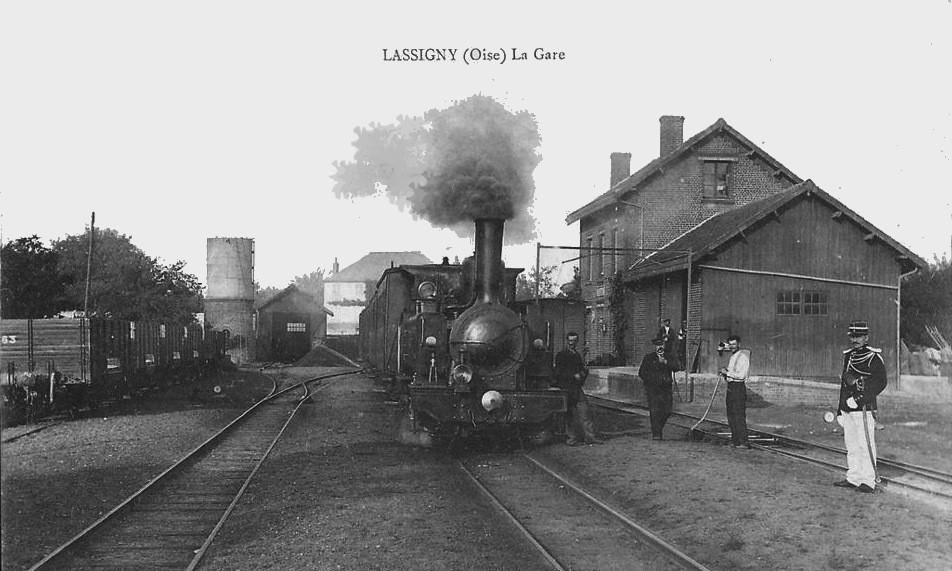
La gare vers 1910.

Lassigny au tout début du XXe siècle
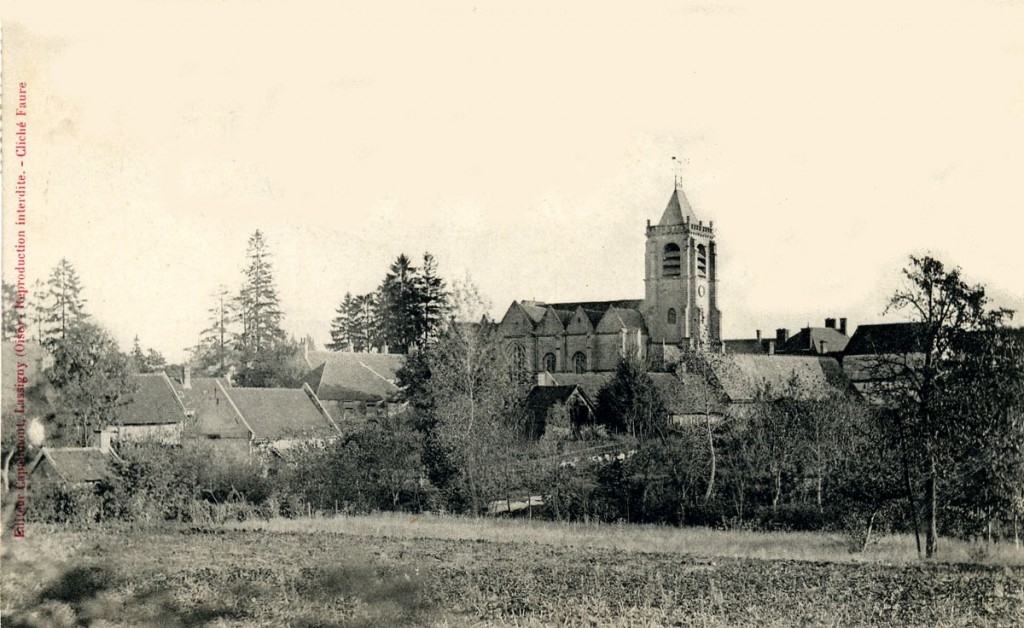
Vue générale.
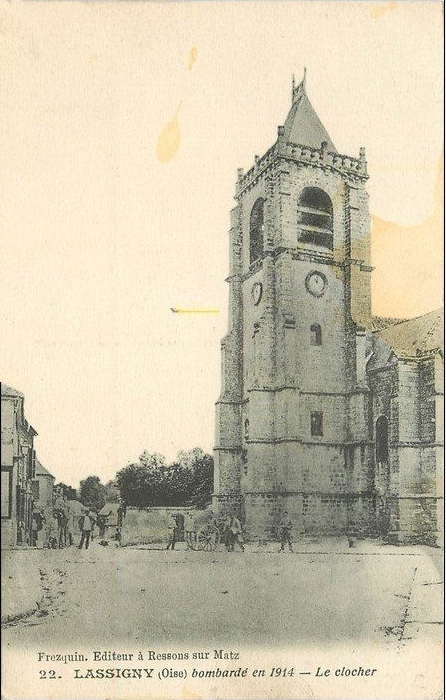
Le clocher de l'église.

#### Première Guerre mondiale

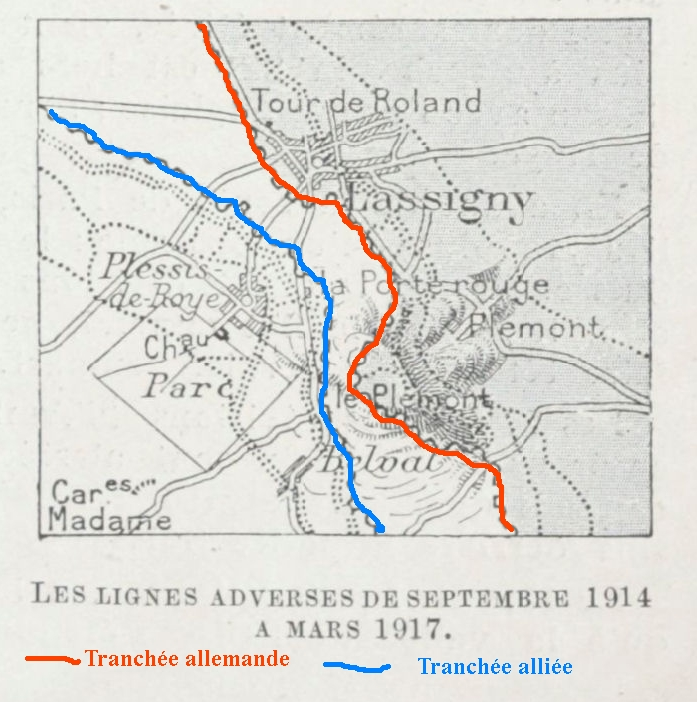
Les lignes alliées (en bleu) et allemandes (en rouge) de septembre 1914 à mars 1917

La commune est envahie par l'armée allemande dès le début de la Première Guerre mondiale, le 31 août 1914, et, le 2 septembre 1914, l'état-major du général von Kluck s'installe au château. L'armée allemande fortifie, qui tient le piémont, fortifie les lieux. L'occupation se termine le 18 mars 1917, mais les Allemands reprennent Lassigny lors de leur offensive du 21 mars 1918. Cette seconde occupation se termine le 20 août 1918 lors de la Bataille de Picardie lancée par le Maréchal Foch,.
D’importants combats s'y déroulent  notamment entre le 20 et le 25 octobre 1914 lors de la course à la mer puis de la fixation du front. Lassigny se situe alors dans la zone de combat et de bombardement faisant de nombreuses victimes dans la population civile demeurée sur place.

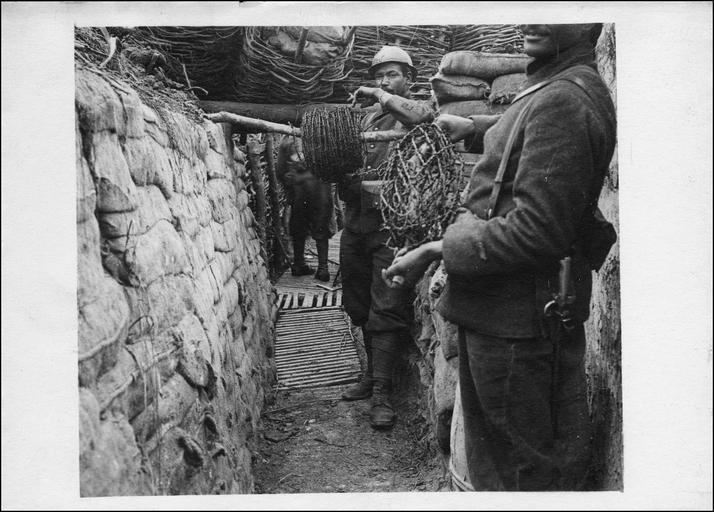
Tirailleurs de la Division marocaine tirant des fils de fer barbelé dans les tranchées.
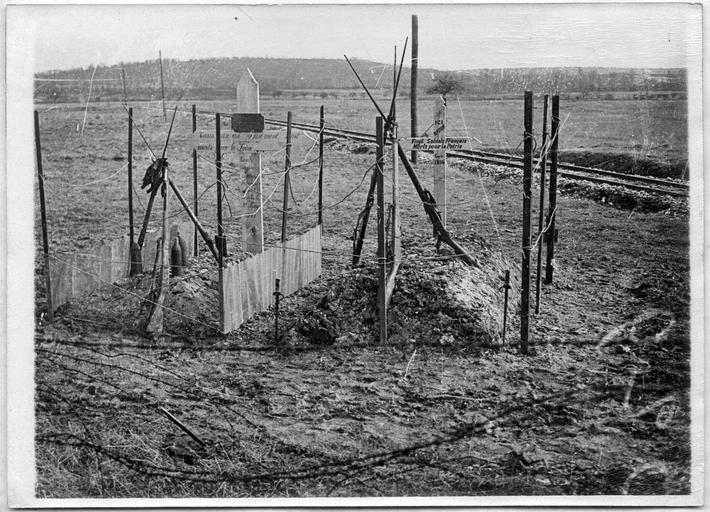
Tombes françaises entre les lignes franco-allemandes, 3 avril 1917
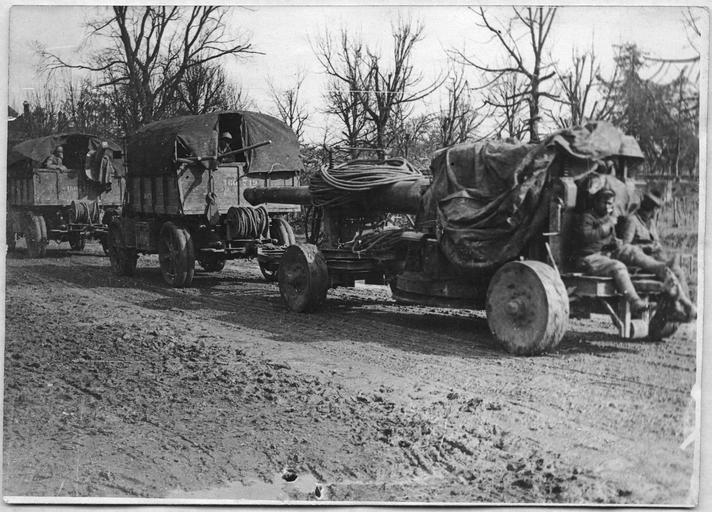
Gros canon en route vers le Front, photographié à Lassigny en 1917.

Le bourg est considéré comme détruit à la fin de la guerre et a  été décoré de la Croix de guerre 1914-1918, le 9 juillet 1920. Le village est reconstruit pendant l'Entre-deux-Guerres, parfois avec l'aide d'organisations caritatives américaines,,.

Le bourg détruit et les baraquempents provisoires
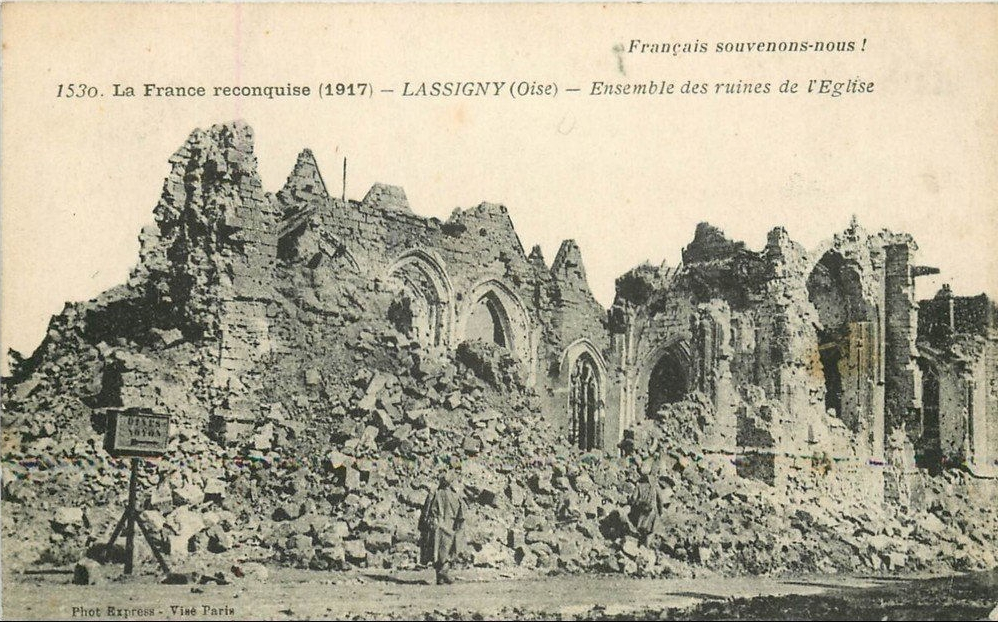
Ruines de l'église
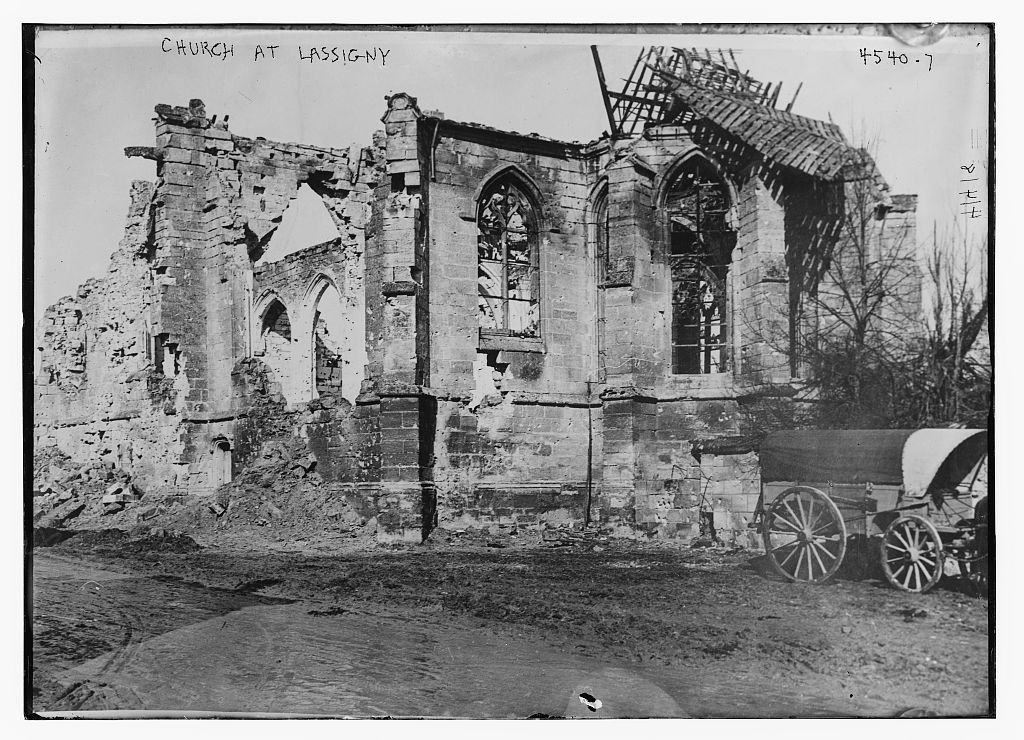
Ruines de l'église
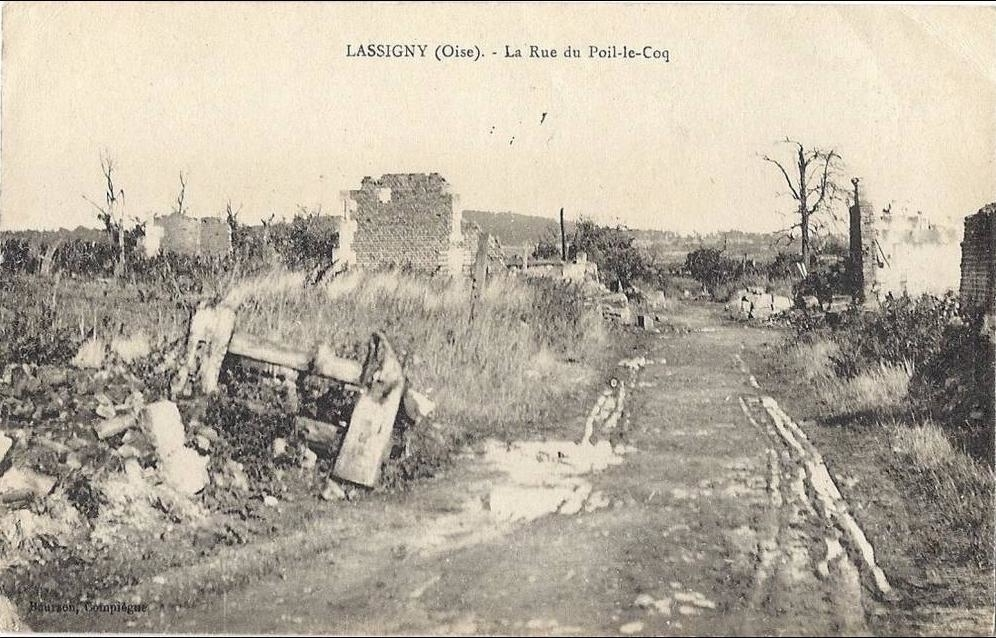
La rue du Poil-le-Coq
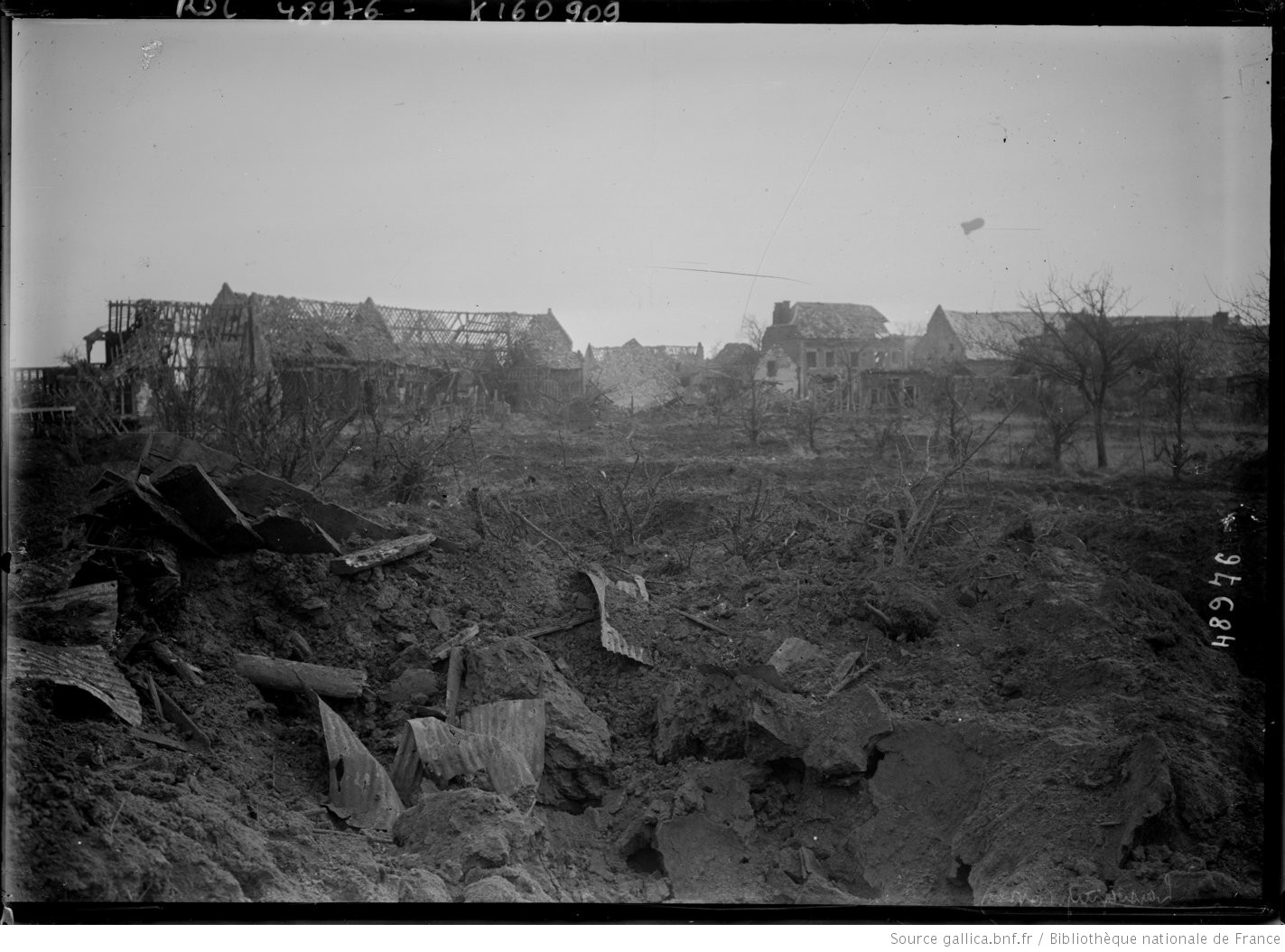
Photo des destructions en 1918.
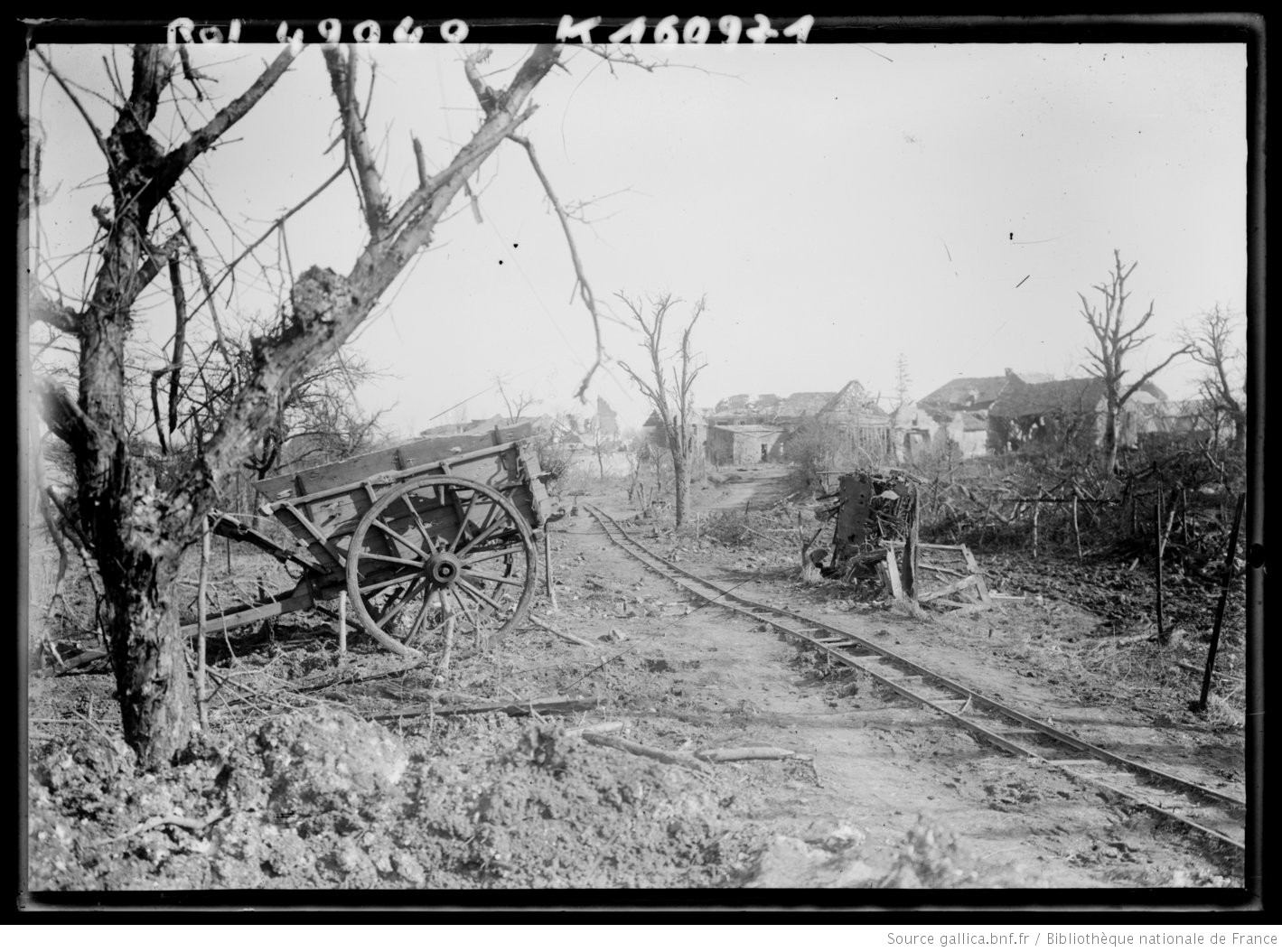
Photo des destructions en 1918 et voie de chemin de fer de campagne.
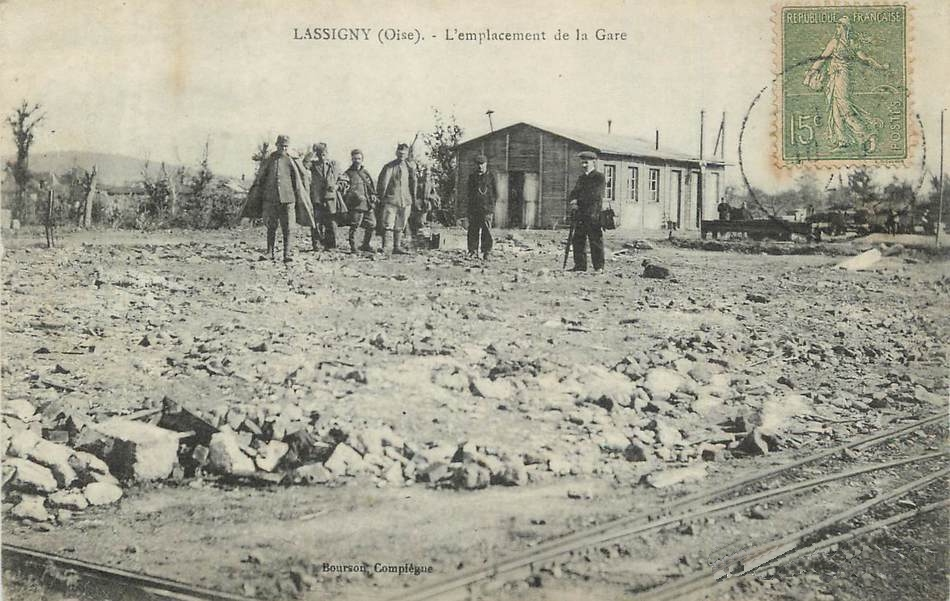
L'emplacement de la gare
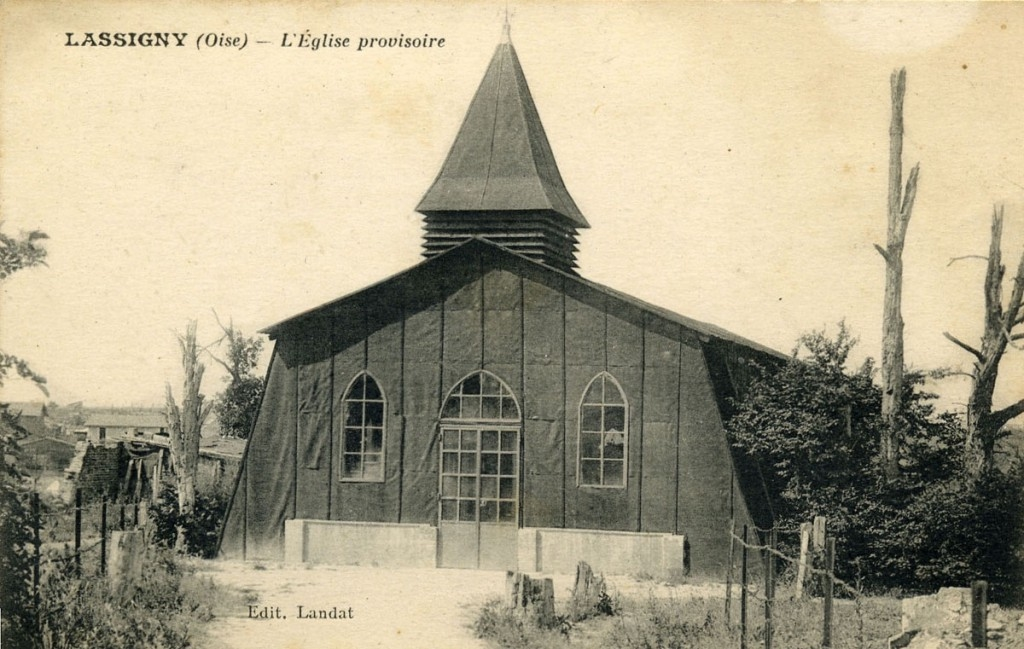
L'église provisoire vers 1920.
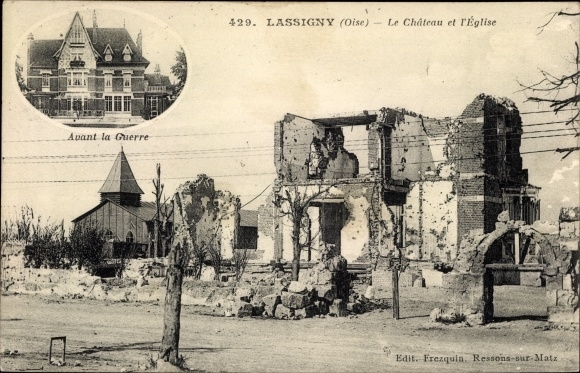
Le château détruit et l'église provisoire
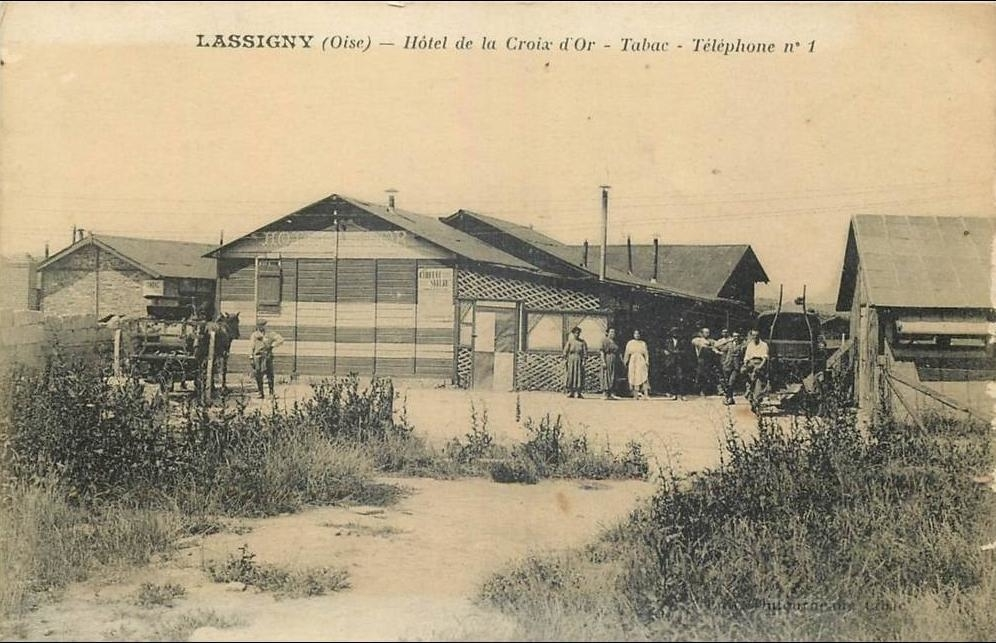
Baraquement de l'Hôtel de la Croix-d'Or

Le tronçon Lassigny-Rollot du chemin de fer de Noyon à Montdidier, exploitée depuis 1920 par la compagnie générale de voies ferrées d'intérêt local ferme en 1939 et celui de Noyon-Lassigny en 1955. La « rue du Tacot » rappelle cet épisode ferroviairfe de la commune.

## Politique et administration

### Rattachements administratifs et électoraux

#### Rattachements administratifs
La commune se trouve dans l'arrondissement de Compiègne du département de l'Oise.
Elle était depuis 1793 le chef-lieu du canton de Lassigny. Dans le cadre du redécoupage cantonal de 2014 en France, cette circonscription administrative territoriale a disparu, et le canton n'est plus qu'une circonscription électorale.

#### Rattachements électoraux
Pour les élections départementales, la commune fait partie depuis 2014 du canton de Thourotte.
Pour l'élection des députés, elle fait partie de la sixième circonscription de l'Oise.

### Intercommunalité
Lassigny est membre de la communauté de communes du Pays des Sources, un établissement public de coopération intercommunale (EPCI) à fiscalité propre créé en 1997 et auquel la commune a transféré un certain nombre de ses compétences, dans les conditions déterminées par le code général des collectivités territoriales.

### Liste des maires
| Période                                  | Période                        | Identité                                | Étiquette | Qualité |
| ---------------------------------------- | ------------------------------ | --------------------------------------- | --------- | --- |
| Les données manquantes sont à compléter. |                                |                                         |           | |
|                                          |                                |                                         |           | |
| 1878 ou avant                            |                                | Narcisse-Octave Chevalier               |           | |
|                                          |                                |                                         |           | |
|                                          |                                | Jules Lefranc                           | Rad.      | Avocat à la Cour d'appel, ancien notaire Conseiller général de Lassigny (1889 → 1904)                                                                                                |
| 1913                                     | 1919                           | Gaston-Joseph Hoschedé[réf. nécessaire] |           | Négociant |
|                                          |                                | Georges Martin                          | URD       | Conseiller général de Lassigny (1919 → 1925) |
|                                          |                                | Désiré Tellier                          | Rad.      | Conseiller général de Lassigny (1925 → 1927) |
|                                          |                                |                                         |           | |
| 1965                                     | mars 2001                      | Pierre Dubois,                          | RPR       | Ancien salarié de la DDE Conseiller général de Lassigny (1970 → 1998) Vice-président du Conseil général de l'Oise (1985 → 1998) Président de la CC du Pays des Sources (1997 → 2001) |
| mars 2001                                | 2008                           | Bernard Houyvet                         | UMP       | Salarié de La poste |
| mars 2008                                | juillet 2019,                  | Thierry Frau                            | PS        | Professeur de technologie au collège Abel-Lefranc Maire de Dives (2001 → 2008) Conseiller général de Lassigny (2002 → 2015) Démissionnaire                                           |
| octobre 2019                             | En cours (au 30 novembre 2023) | Laurent Marot                           | SE        | Responsable d’exploitation en électricité Réélu pour le mandat 2020-2026 |

## Équipements et services publics

### Enseignement
Les enfants de la commune sont scolarisés avec ceux de Crapeaumesnil, Fresnières, Gury, Plessis-de-Roye dans le cadre d'un regroupement pédagogique intercommunal (RPI), qui accueille 272 élèves en 2022/2023. L'école de Lassigny est dotée d'une cantine
Le collège Abel-Lefranc accueille la suite de la scolarité primaire.

### Équipements culturels
La médiathèque municipale des Fontinettes est installée depuis 2024 au complexe scolaire, rue du Tacot,Site de la médiathèque.

### Santé et solidarité
Une maison médicale a été implantée en 2023 dans les anciens locaux de la Trésorerie.
Un centre social et culturel se trouve à Lassigny. Il accueille une Maison France Service.

## Population et société

### Démographie

#### Évolution démographique
L'évolution du nombre d'habitants est connue à travers les recensements de la population effectués dans la commune depuis 1793. Pour les communes de moins de 10 000 habitants, une enquête de recensement portant sur toute la population est réalisée tous les cinq ans, les populations de référence des années intermédiaires étant quant à elles estimées par interpolation ou extrapolation. Pour la commune, le premier recensement exhaustif entrant dans le cadre du nouveau dispositif a été réalisé en 2007.

En 2022, la commune comptait 1 436 habitants, en évolution de +2,64 % par rapport à 2016 (Oise : +0,87 %, France hors Mayotte : +2,11 %).
| 1793 | 1800 | 1806 | 1821 | 1831 | 1836 | 1841 | 1846 | 1851 |
| ---- | ---- | ---- | ---- | ---- | ---- | ---- | ---- | ---- |
| 731  | 766  | 838  | 831  | 901  | 894  | 902  | 935  | 946  |

| 1856 | 1861 | 1866 | 1872 | 1876 | 1881 | 1886 | 1891 | 1896 |
| ---- | ---- | ---- | ---- | ---- | ---- | ---- | ---- | ---- |
| 942  | 971  | 986  | 964  | 907  | 887  | 896  | 902  | 863  |

| 1901 | 1906 | 1911 | 1921 | 1926 | 1931 | 1936 | 1946 | 1954 |
| ---- | ---- | ---- | ---- | ---- | ---- | ---- | ---- | ---- |
| 870  | 886  | 902  | 785  | 881  | 763  | 761  | 741  | 784  |

| 1962 | 1968 | 1975 | 1982 | 1990  | 1999  | 2006  | 2007  | 2012  |
| ---- | ---- | ---- | ---- | ----- | ----- | ----- | ----- | ----- |
| 769  | 723  | 750  | 844  | 1 050 | 1 248 | 1 343 | 1 357 | 1 394 |

| 2017  | 2022  | - | - | - | - | - | - | - |
| ----- | ----- | - | - | - | - | - | - | - |
| 1 399 | 1 436 | - | - | - | - | - | - | - |

#### Pyramide des âges
La population de la commune est relativement jeune.
En 2018, le taux de personnes d'un âge inférieur à 30 ans s'élève à 36,8 %, soit en dessous de la moyenne départementale (37,3 %). À l'inverse, le taux de personnes d'âge supérieur à 60 ans est de 21,5 % la même année, alors qu'il est de 22,8 % au niveau départemental.
En 2018, la commune comptait 675 hommes pour 709 femmes, soit un taux de 51,23 % de femmes, légèrement supérieur au taux départemental (51,11 %).
Les pyramides des âges de la commune et du département s'établissent comme suit.
| Hommes | Classe d’âge | Femmes |
| ------ | ------------ | ------ |
| 0,8    | 90 ou +      | 1,3    |
| 4,3    | 75-89 ans    | 6,7    |
| 16,4   | 60-74 ans    | 13,5   |
| 23,1   | 45-59 ans    | 21,1   |
| 19,4   | 30-44 ans    | 19,8   |
| 16,4   | 15-29 ans    | 17,2   |
| 19,6   | 0-14 ans     | 20,3   |

| Hommes | Classe d’âge | Femmes |
| ------ | ------------ | ------ |
| 0,5    | 90 ou +      | 1,4    |
| 5,5    | 75-89 ans    | 7,6    |
| 15,6   | 60-74 ans    | 16,3   |
| 20,8   | 45-59 ans    | 20     |
| 19,4   | 30-44 ans    | 19,4   |
| 17,6   | 15-29 ans    | 16,2   |
| 20,6   | 0-14 ans     | 19,1   |

### Sports et loisirs

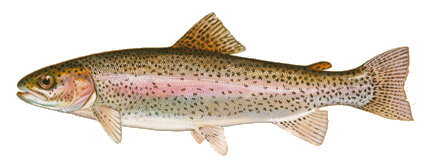
Truite arc-en-ciel, présente dans la Divette.

- La Divette est une rivière classée en première catégorie. Elle prend sa source à Lassigny.
- L'AAPPMA, l'Amicale des pêcheurs de la Divette gère l'activité au niveau local[52].
- L'union sportive de Lassigny est club de football créé en 1934 , labellisé école de football FFF depuis 2022 , l'équipe fanion quand a elle  évolue au plus haut niveau départemental.  A ce jour elle compte 300 licenciés

## Culture locale et patrimoine

### Lieux et monuments
- Église Saint-Crépin  et Saint-Crépinien, reconstruite entre 1925 et 1927 en briques avec des éléments en pierre par l’architecte Viollet, et qui évoque l'ancienne église[Note 7],[53] détruite lors de la Première Guerre mondiale par l'importance de son clocher.
La nef centrale, très élevée, communique avec les bas-côtés par six arcades en plein cintre reçues sur des piles circulaires galbées par l’intermédiaire de chapiteaux inspirés de feuilles d'acanthe. La quatrième travée est légèrement élargie pour former un transept bas.
Le style de cette église évoque l’architecture paléo chrétienne[54]

- La tour Roland, ancienne motte castrale reconstruite dans le cadre d'un projet d'archéologie expérimentale[55],[56].
La « tour Roland » est une motte castrale circulaire entourée de fossés. De la tour féodale, il ne reste rien. Elle devait servir à la protection des habitants et des souterrains devaient la relier aux châteaux de Plessis-de-Roye, d'Élincourt-Sainte-Marguerite et aux fermes de la Malmaison et de la Taulette.
Elle est située à l'entrée de Lassigny le long de la route Roye-Compiègne dans un pré. De nombreux objets y ont été trouvés, ce qui prouve l'importance de ce lieu. Située en première ligne allemande durant la Première Guerre mondiale (1914-1918), la tour Roland fut aménagée en ouvrage défensif.

- Cimetière militaire allemand, où reposent 1 777 soldat enterrés essentiellement en juillet et en août 1918[15].

- Monument aux morts.
- Gare de Lassigny, aujourd'hui utiliosée pour les besoins de l’UTD (Unité Territoriale Départementale) de Lassigny.
- Une des dernières maisons de la Reconstruction, un baraquement provisoire en bois construit  juste après la fin de la Première Guerre mondiale afin d'abriter des réfugiés, subsiste à Lassigny[57].

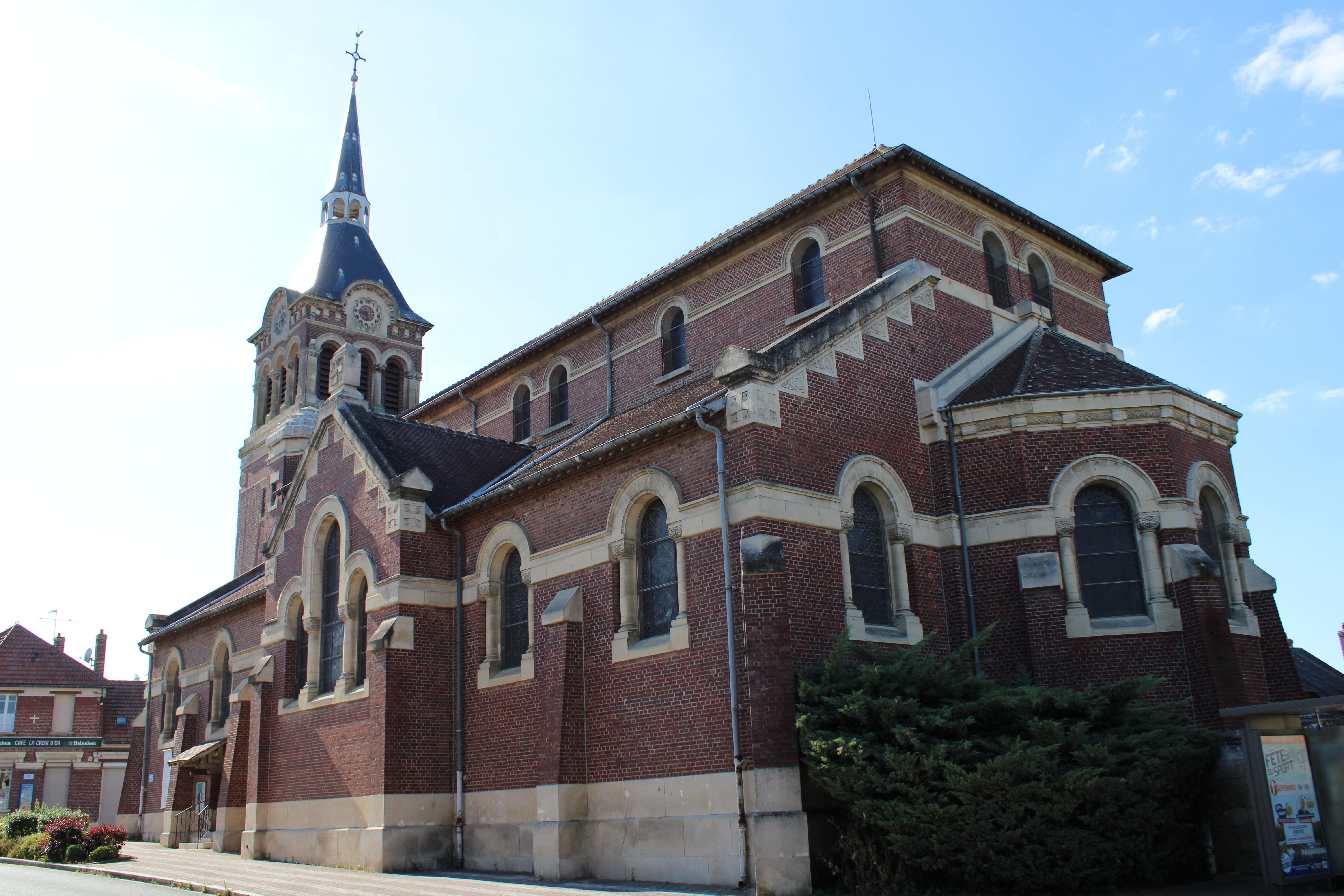
L'église...
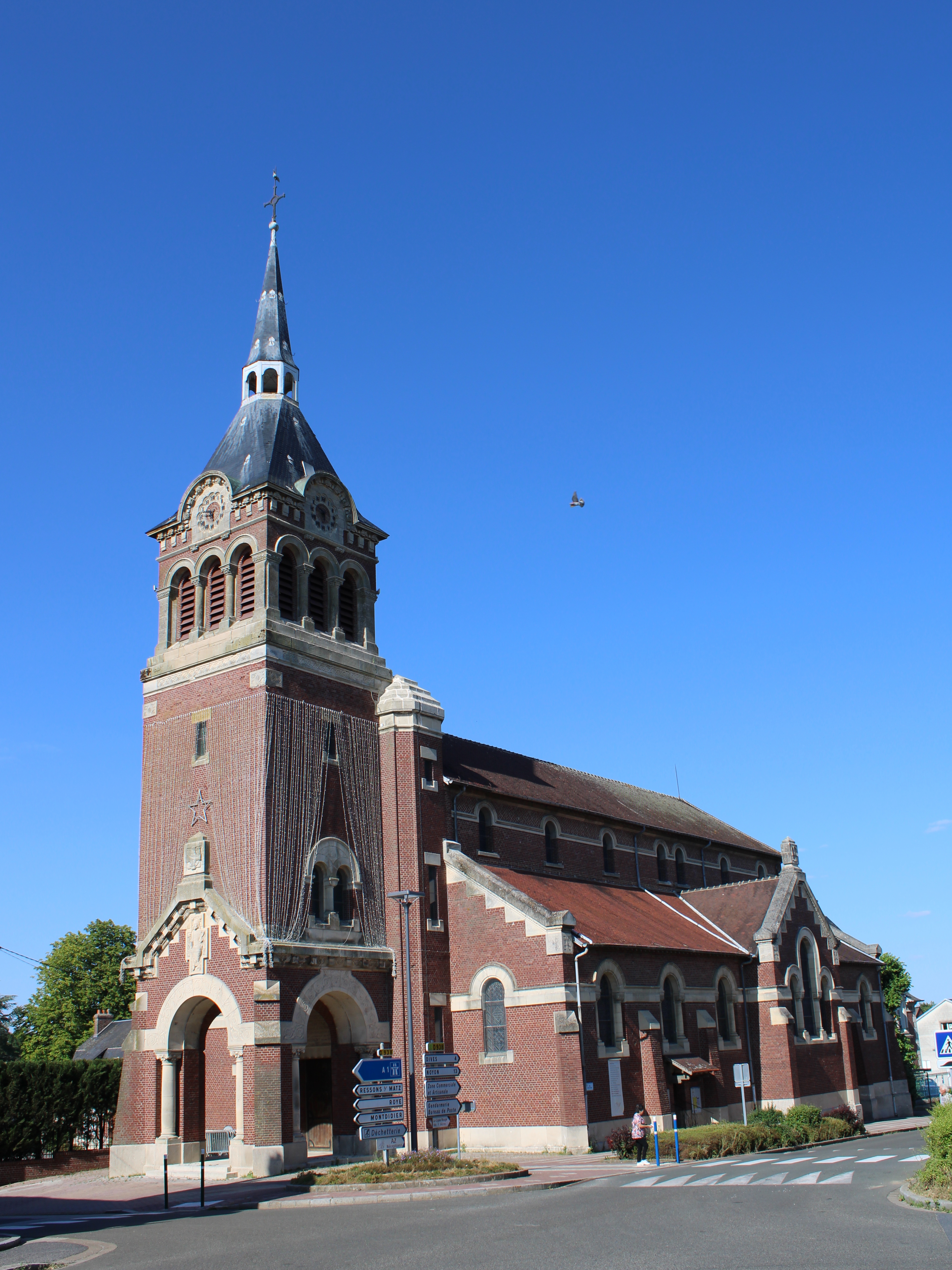
... et sa façade.
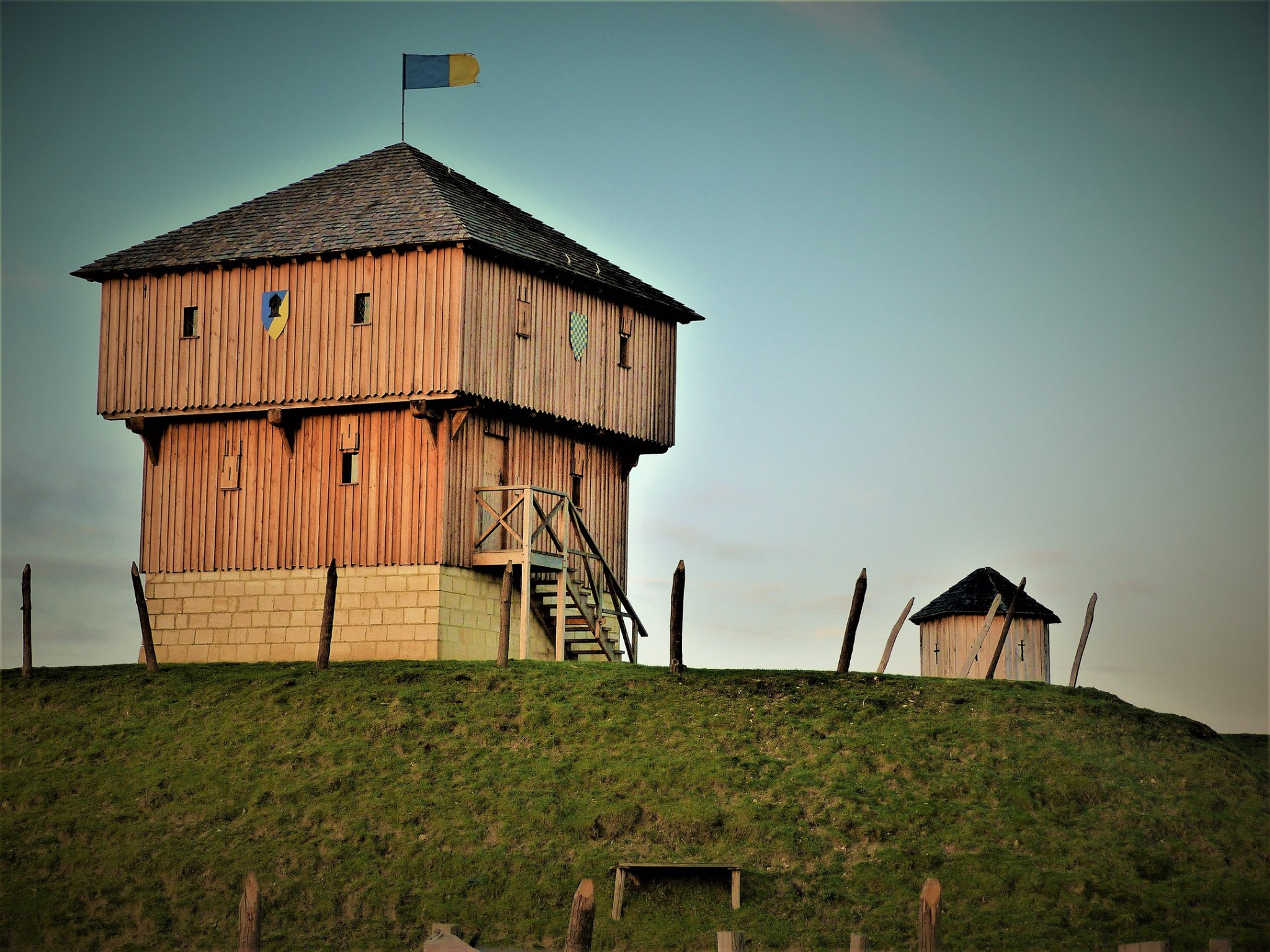
La Tour Rolland en 2019.
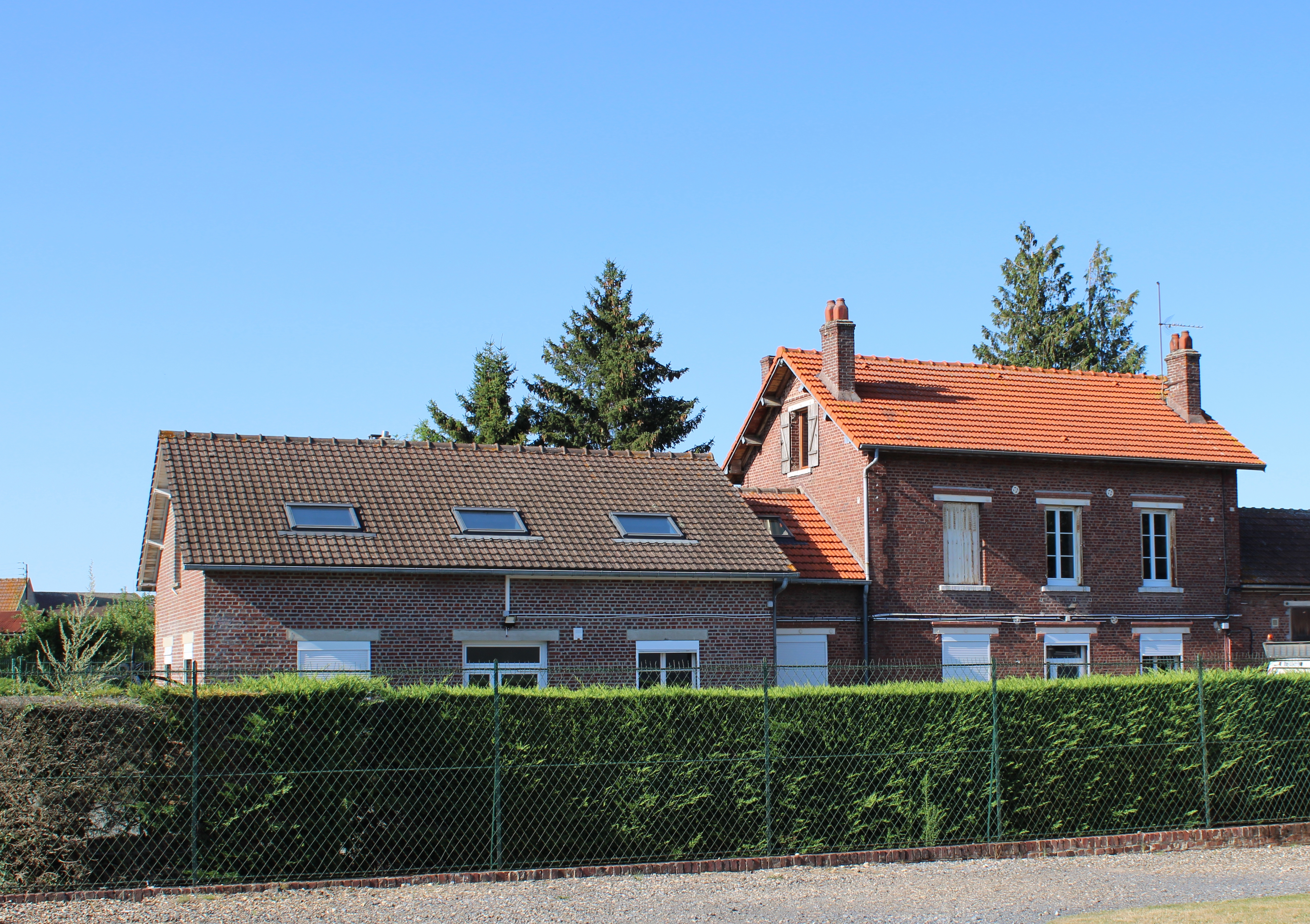
L'ancienne gare.
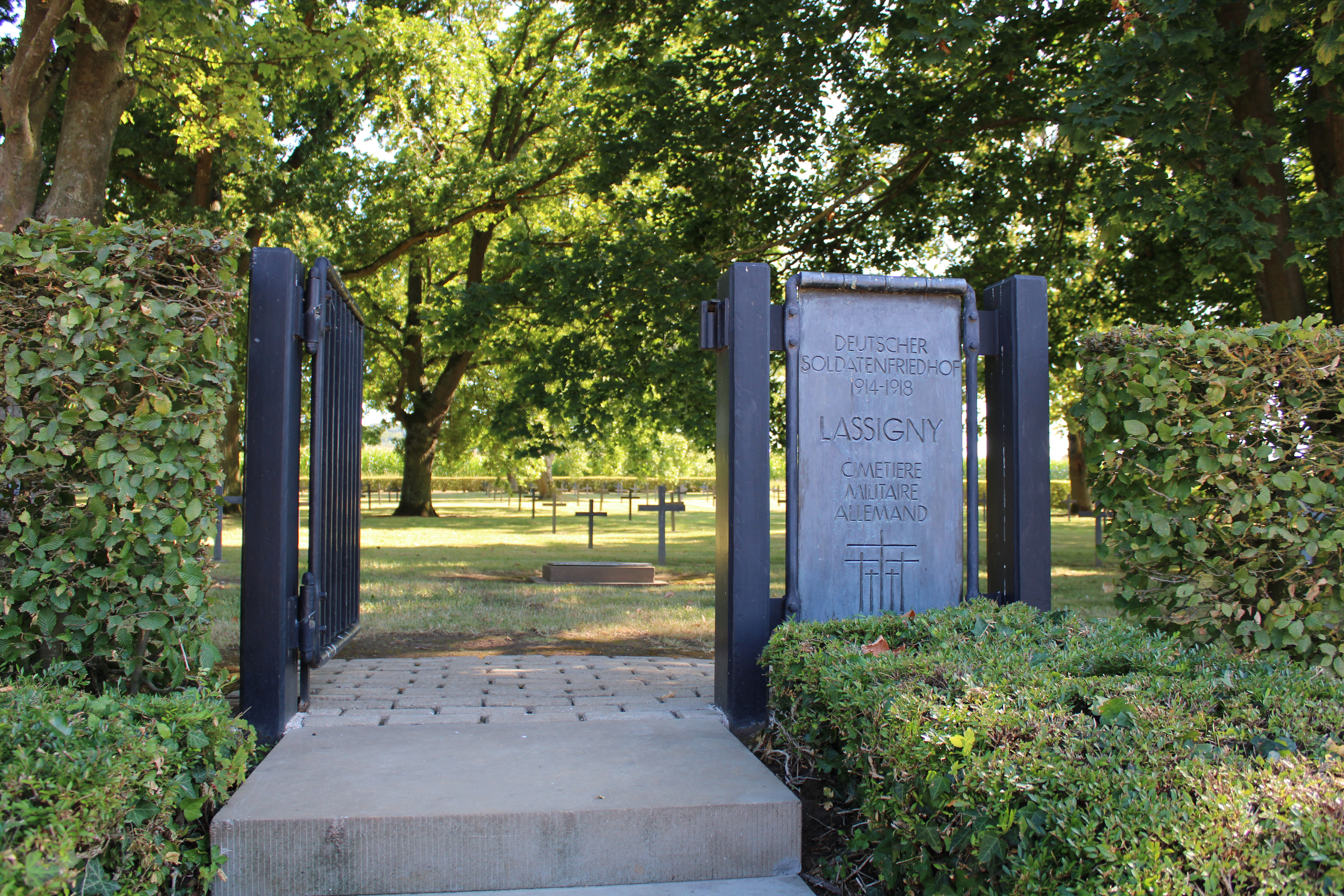
Entrée du cimetière militaire allemand.
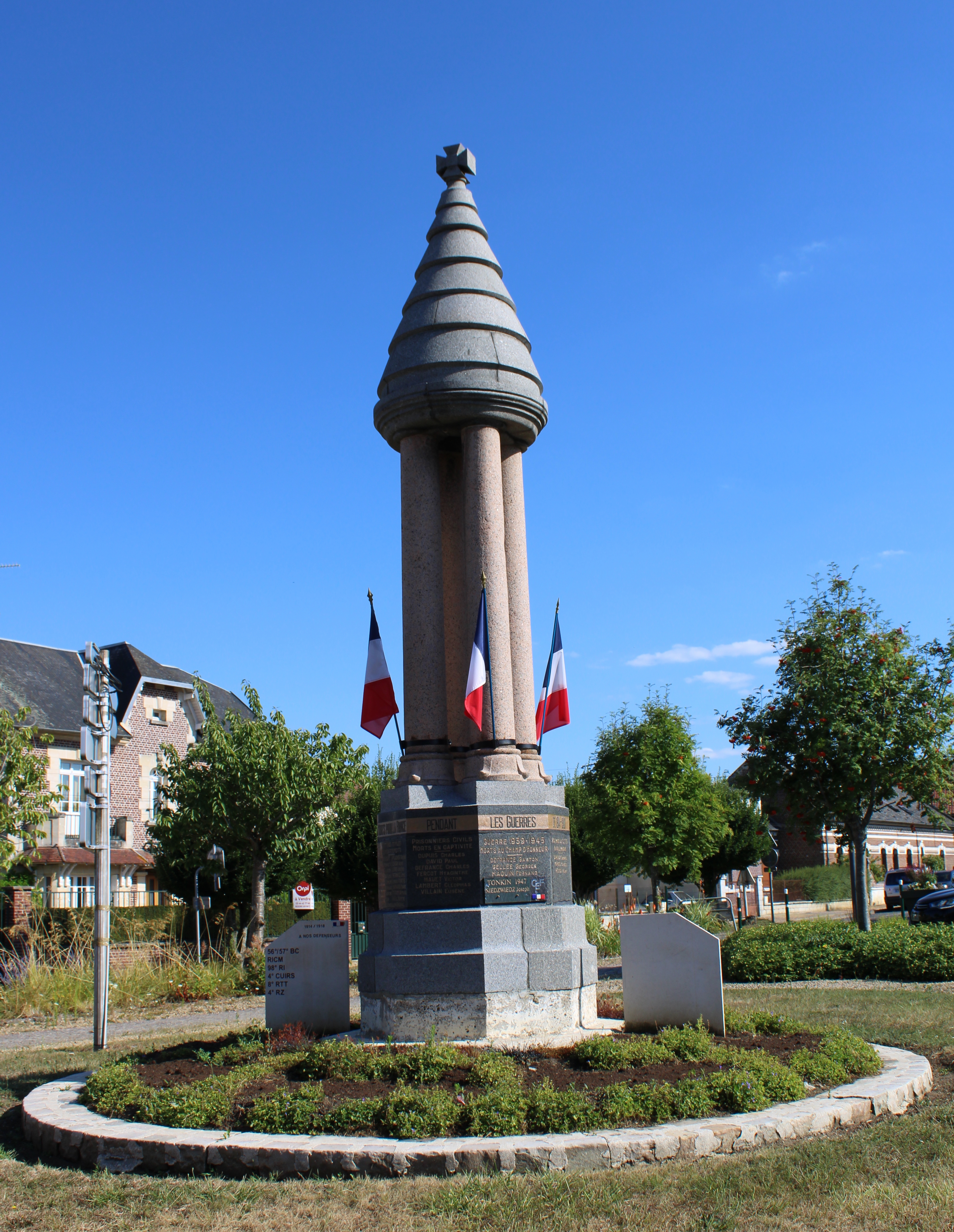
Le monument aux morts.

### Personnalités liées à la commune
- Charles d'Humières, seigneur de Lassigny, lieutenant-général de Picardie, gouverneur de Péronne-Roye-Montdidier, commandeur de la commanderie d'Eterpigny, un des fondateurs de la Ligue catholique (1576), décédé à la prise de Ham.
- Raymond Louis de Crevant d'Humières, marquis de Preuilly ( ? -1688), seigneur de Lassigny, Capitaine de vaisseau, lieutenant-général des armées navales du Roi.
- Pierre-Antoine Demoustier (1735-1803), ingénieur français, considéré comme l'un des meilleurs de son époque, y est né.
 Il est l'oncle de Charles-Albert Demoustier (1760-1801), poète et écrivain, auteur de "Lettres à Émilie sur la mythologie" dont certaines ont été écrites à Lassigny.
- Maurice Fournier (1933-2024), athlète français, spécialiste du saut en hauteur, champion de France en 1959 et 1963 et ancien recordman de France de cette discipline, né à Lassigny[58].

## Pour approfondir